# King George's Park
King George Park är en park i Storbritannien.   Den ligger i grevskapet Greater London och riksdelen England, i den sydöstra delen av landet, i huvudstaden London. 
Parken, som ursprungligen kallades 
Southfields Park, anlades år  1922 och invigdes av kung George V året efter. Floden Wandle utgör parkens östra gräns. King George Park är uppdelad i tre ungefär lika stora områden. Mot norr finns ett fritidsområde med planteringar, tennisbanor och en gräsplan för spelet bowls. Här finns också en fågeldamm och skuggiga promenadstigar.
Lekområdet i mitten har en bygglekplats, promenad- och cykelstigar samt en stor gräsplan. Mot söder finns en idrottsplats.
Parken, som är inhägnad, nås genom  grindar i norr och söder samt via en gångbro över floden Wandle.
Terrängen runt King George Park är platt. Runt King George Park är det mycket tätbefolkat, med 3 494 invånare per kvadratkilometer. Närmaste större samhälle är City of London, 9,1 km väster om King George Park. Runt King George Park är det i huvudsak tätbebyggt.
Kustklimat råder i trakten. Årsmedeltemperaturen i trakten är 11 °C. Den varmaste månaden är juli, då medeltemperaturen är 22 °C, och den kallaste är december, med 3 °C.